# Florence Guérin
Florence Guérin, nota anche con lo pseudonimo di Florence Nicolas (Nizza, 12 giugno 1965), è un'attrice francese.

## Biografia
Originaria di Nizza, nel 1980 vinse il concorso Miss Cinema al Festival di Cannes. Iniziò a recitare già nei primi anni ottanta; raggiunse la notorietà internazionale con la pellicola del 1986 La Bonne. Da qui in avanti, fino a inizio anni novanta, recitò spesso anche in Italia: tra le sue partecipazioni, quella al film di Neri Parenti Scuola di ladri - Parte seconda (1987), con Paolo Villaggio e Massimo Boldi protagonisti.
Il 31 maggio 1998, in un incidente stradale causato da un ubriaco, perse l'unico figlio, Nicolas, di 5 anni; in seguito all'incidente lei stessa rimase in coma per molto tempo e subì diversi interventi chirurgici. Nel 2000 decise di tornare a recitare in serie televisive con lo pseudonimo di Florence Nicolas.

## Filmografia

### Cinema
- Caligola e Messalina, regia di Bruno Mattei e Antonio Passalia (1981)
- Les Sous-doués en vacances, regia di Claude Zidi (1982)
- Plus beau que moi, tu meurs, regia di Philippe Clair (1982)
- Il rubacuori (Le Bourreau des coeurs), regia di Christian Gion (1983)
- Venere nera (Black Venus), regia di Claude Mulot (1983)
- 1960, terza liceo... e fu tempo di rock and roll (Surprise Party), regia di Roger Vadim (1983)
- La Scarlatine, regia di Gabriel Aghion (1983)
- Gros dégueulasse, regia di Bruno Zincone (1985)
- Declic dentro Florence (Le déclic), regia di Jean-Louis Richard e Steve Barnett (1985)
- Voglia d'amore (La joven y la tentación), regia di François Mimet (1986)
- La Bonne, regia di Salvatore Samperi (1986)
- Delitto alla moda (Le Couteau sous la gorge), regia di Claude Mulot (1986)
- La peau de l'ours n'est pas à vendre, regia di Jean Jabely (1987)
- Profumo, regia di Giuliana Gamba (1987)
- D'Annunzio, regia di Sergio Nasca (1987)
- I violentatori della notte (Faceless), regia di Jesús Franco (1987)
- Montecarlo Gran Casinò, regia di Carlo Vanzina (1987)
- L'attrazione, regia di Mario Gariazzo (1987)
- Scuola di ladri - Parte seconda, regia di Neri Parenti (1987)
- Sotto il vestito niente II, regia di Dario Piana (1988)
- Il gatto nero, regia di Luigi Cozzi (1989)
- Alcune signore per bene, regia di Bruno Gaburro (1990)
- Viaggio d'amore, regia di Ottavio Fabbri (1990)
- Omicidio a luci blu, regia di Alfonso Brescia (1991)
- Cattive ragazze, regia di Marina Ripa di Meana (1992)
- La bionda, regia di Sergio Rubini (1993)
- Rose rosse per una squillo, regia di Pino Buricchi (1993)
- Storie di seduzione, regia di Antonio Maria Magro (1995)
- Abus de méfiance, regia di Pascal Légitimus – cortometraggio (1997)
- The Donor, regia di Jean-Marie Pallardy (2000)
- L'Homme qui voulait passer à la tél, regia di Amar Arhab (2005)
- Paul et ses femmes, regia di Èlisabeth Rappeneau (2008)
- Le Cœur en braille, regia di Michel Boujenah (2016)
- Felicità, regia di Micaela Ramazzotti (2023)

### Televisione
- La Naissance du jour, regia di Jacques Demy – film TV (1980)
- Quattro storie di donne – miniserie TV, 1 episodio (1989)
- Quel treno per Budapest, regia di Paolo Poeti – film TV (1990)
- Lola et quelques autres – serie TV, 1 episodio (1991)
- Tribunal – serie TV, 1 episodio (1991)
- Taggart – serie TV, 1 episodio (1992)
- Quatre pour un loyer – serie TV (1995)
- Sandra et les siens – serie TV, 1 episodio (2000)
- Il bello delle donne – serie TV, 7 episodi (2002)
- Inséparables – serie TV, 1 episodio (2006)
- R.I.S Police scientifique – serie TV, 1 episodio (2009)

## Doppiatrici italiane
- Vittoria Febbi in Profumo, La bonne
- Emanuela Rossi in Montecarlo Gran Casinò
- Cristina Boraschi in Scuola di ladri - Parte seconda
- Melina Martello in Storie di seduzione
- Cinzia Villari in Il bello delle donne
- Claudia Razzi in D'Annunzio
- Claudia Catani in Cattive ragazze